# Röd hyperjätte

En illustration av en röd hyperjätte, VY Canis Majoris, storlek jämfört med solen

En röd hyperjätte är den största kända formen av stjärna, namnet kommer ifrån stjärnornas röda färg. 
En röd hyperjättes storlek varierar, men kan ha en diameter mellan 1 500 och 2 100 gånger större än solens. Man uppskattar dock att den absoluta maxstorleken för en stjärna över huvud taget kan vara så mycket som 2 600 gånger större än solen i diameter.
En sådan här hyperjättes livslängd är jämfört med en vanlig stjärnas, som solens, mycket kort- bara några hundra miljoner år i genomsnitt. Dock är livslängden längre än en gul hyperjättes, som har den kortaste genomsnittliga livslängden av alla kända stjärnformer.

## Kända röda hyperjättar
Den mest kända, och den största, av alla röda hyperjättar är VY Canis Majoris som är den hittills största stjärna man skådat (2 100 gånger solar radius). Andra kända är RW Cephei, NML Cygni, VX Sagitarii och S Persei.